# Ross Lovegrove

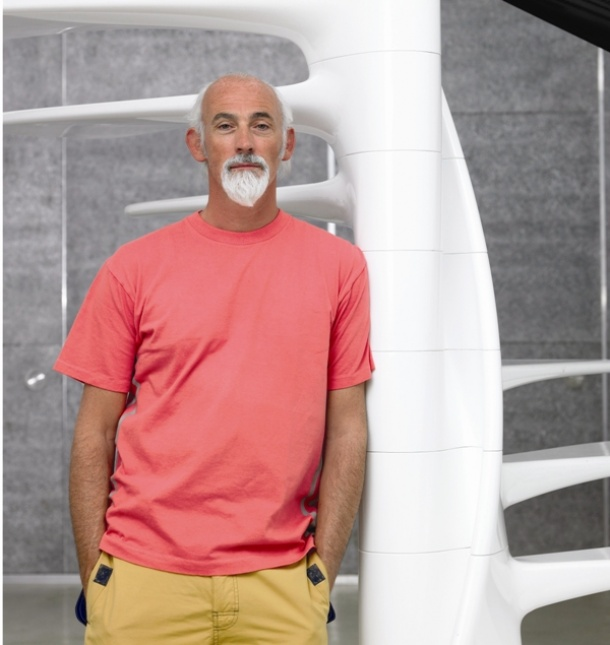
Ross Lovegrove

Ross Lovegrove (Gales, 16 de agosto de 1958) es un diseñador industrial británico, más conocido por su trabajo en el Sony Walkman.
Estudió en el Royal College of Art, en Londres en 1983, donde completó su máster de diseño.

## Biografía
En la década de 1980, trabajó como diseñador para frog design en el oeste de Alemania en proyectos como el Walkman de Sony, computadoras para Apple computers, luego se mudó a París como consultor de Knoll International, convirtiéndose en el autor del exitosísimo sistema de oficinas Alessandri. 

## Empresas
Al regresar a Londres en 1986 completó trabajos para, entre otros, Airbus industries, Kartell, Ceccotti, Cappellini, Idee, Moroso, Luceplan, Driade, Peugeot, Apple, Issey Miyake, Vitra, Olympus, Yamagiwa corporation, TAG Heuer, Hackman, Alias, Herman Miller, Biomega, Japan Airlines o BD Barcelona Design. Recientemente ha trabajado para Nagami o Vista Alegre.

## Premios
Ganador de numerosos premios internacionales, su trabajo ha sido extensamente publicado y exhibido internacionalemente incluido en el Museo de Arte Moderno de Nueva York, el Museo Guggenheim, Nueva York, el Axis Centre, Japón, el Centre Pompidou, París, y el Design Museum, Londres, donde en 1993 curó la primera muestra permanente. Lovegrove ha sido premiado con el World Technology Award por Time magazine y CNN en noviembre de 2005. El mismo año, fue premiado por Red Dot Design Award por los productos creados para Vitra. Desde entonces, ha sido reconocido con estos galardones en distintas ocasiones, como en 2010 para Velux, en la categoría de Best of the Best; en 2015 con Barrisol en esa misma categoría y en 2019 para Natuzzi.